# Itaka
Itaka (gr. Ιθάκη, Ithákī) – grecka wyspa na Morzu Jońskim, w archipelagu Wysp Jońskich, na zachód od wybrzeży Peloponezu, w administracji zdecentralizowanej Peloponez, Grecja Zachodnia i Wyspy Jońskie, w regionie Wyspy Jońskie, w jednostce regionalnej Itaka, w gminie Itaka. W 2011 roku liczyła 3231 mieszkańców. Główną miejscowością i portem wyspy jest Itaka, zwana również Wati (1920 mieszkańców), położona w wąskiej, głębokiej zatoce.
Wyspa ma charakter górzysty (wysokość do 804 m n.p.m.). Zajmuje powierzchnię 96 km² i obejmuje dwa główne masywy wapienne połączone ze sobą wąskim przesmykiem. Od zachodu oddzielona jest od Kefalinii wodami Cieśniny Itackiej.
Na wyspie odkryto ślady kultury mykeńskiej, być może była ośrodkiem handlowym pośredniczącym między różnymi strukturami państwowymi basenu Morza Śródziemnego. Porośnięta jest głównie makią. Na wyspie uprawia się  winorośl i oliwki.
Od II w. p.n.e. wyspa była we władaniu Rzymu, a później Bizancjum. W XII i XIII wieku przeszła we władanie Normanów, potem przez krótki czas imperium osmańskiego, by w końcu stać się własnością Wenecji. Następnie w XVIII wieku władali nią Francuzi; w latach 1800-1807 była częścią Republiki Siedmiu Wysp, a w XIX wieku rządzili nią Brytyjczycy. Wyspa została wyzwolona przez Grecję w 1864 roku. W latach 50. XX wieku, wyspa została odbudowana po trzęsieniu ziemi. Obecnie jest popularnym miejscem podróży turystycznych.
Według Homera Itaka była rodzinną wyspą Odyseusza, który był jej królem.